# 4934 Rhôneranger
4934 Rhôneranger eller 1985 JJ är en asteroid i huvudbältet som upptäcktes den 15 maj 1985 av den  amerikanske astronomen Edward L.G. Bowell vid Anderson Mesa Station. Den är uppkallad efter Randall Graham.
Asteroiden har en diameter på ungefär 11 kilometer och den tillhör asteroidgruppen Eos.